# Birra Korça
Birra Korça sh.a. ist eine albanische Bierbrauerei. Sie wurde 1928 vom Italiener Umberto Uberti in der südostalbanischen Stadt Korça gegründet. Damit ist sie die älteste noch bestehende Brauerei des Landes. „Birra Korça“ gehört zu den bekanntesten albanischen Biermarken.

## Geschichte
1928 erbaute Umberto Uberti das Brauereigebäude im Osten der Stadt. Bis 2004 war dieses in Betrieb, als es mit einer Investition von 17 Mio. Euro vollständig saniert und modernisiert wurde.

## Unternehmen

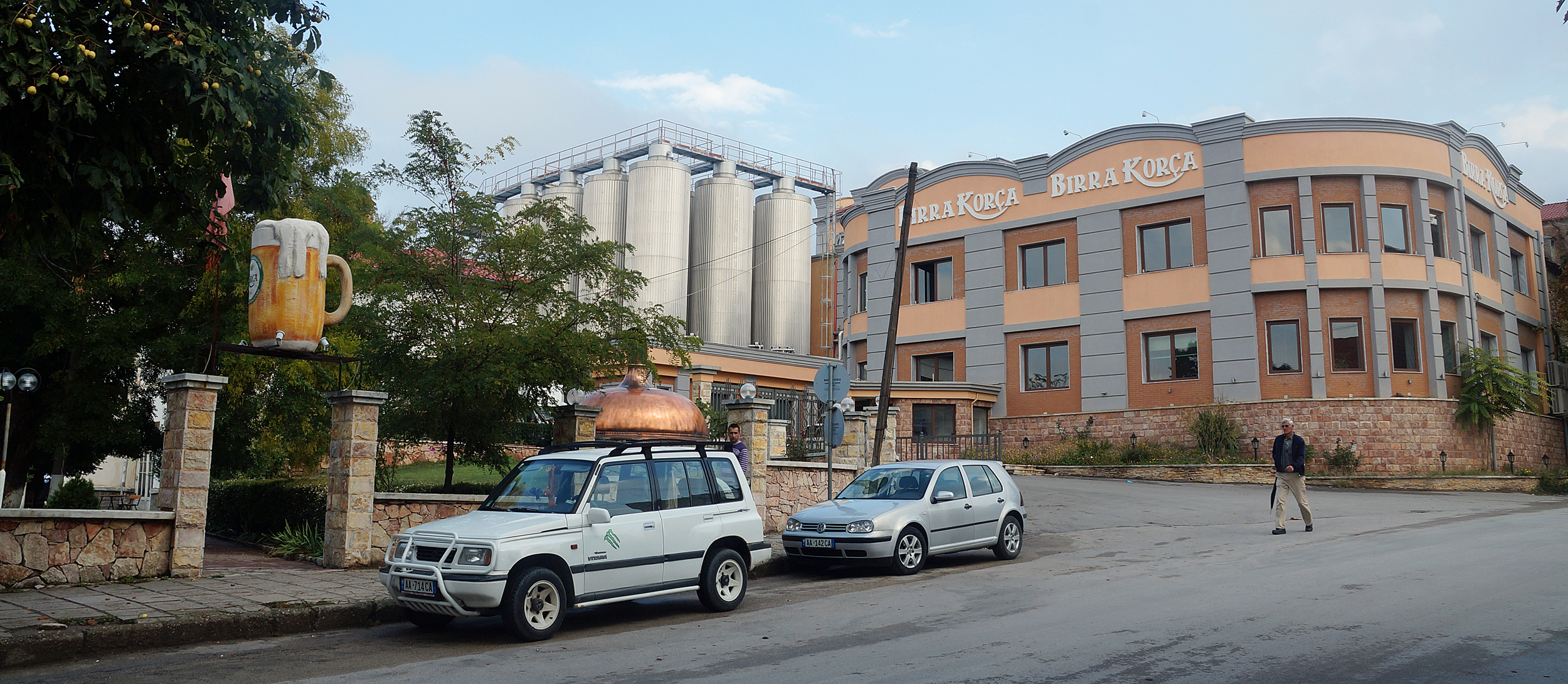
Gebäude der Brauerei mit angrenzendem Biergarten in Korça

Mit tschechischer und italienischer Technologie stellt Birra Korça neben gewöhnlichem Bier auch Ale und Schwarzbier her. Insgesamt sind in der Brauerei 125 Personen angestellt. Im Jahr werden rund 125.000 Hektoliter Bier produziert.
Mit Ausnahme des Wassers werden alle benötigten Zutaten aus Deutschland, Tschechien und Italien importiert.

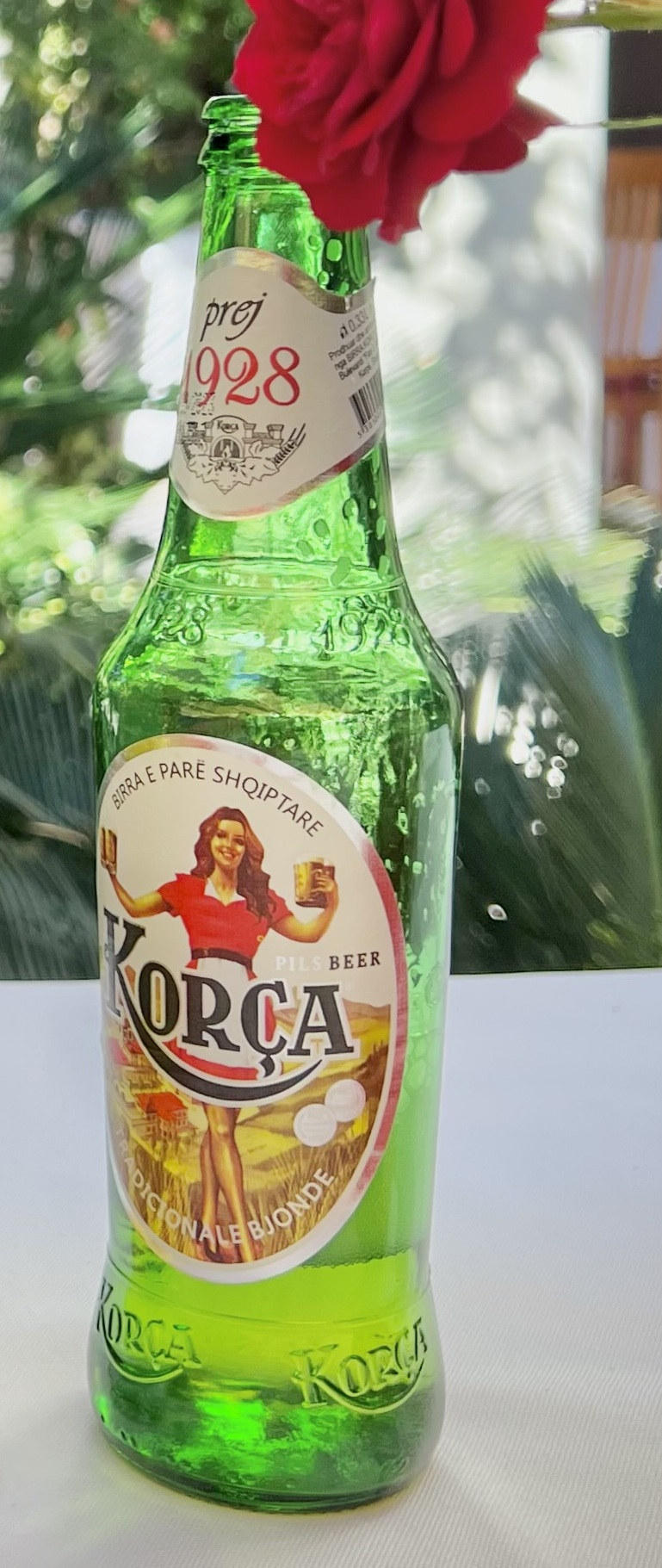
Lagerbier
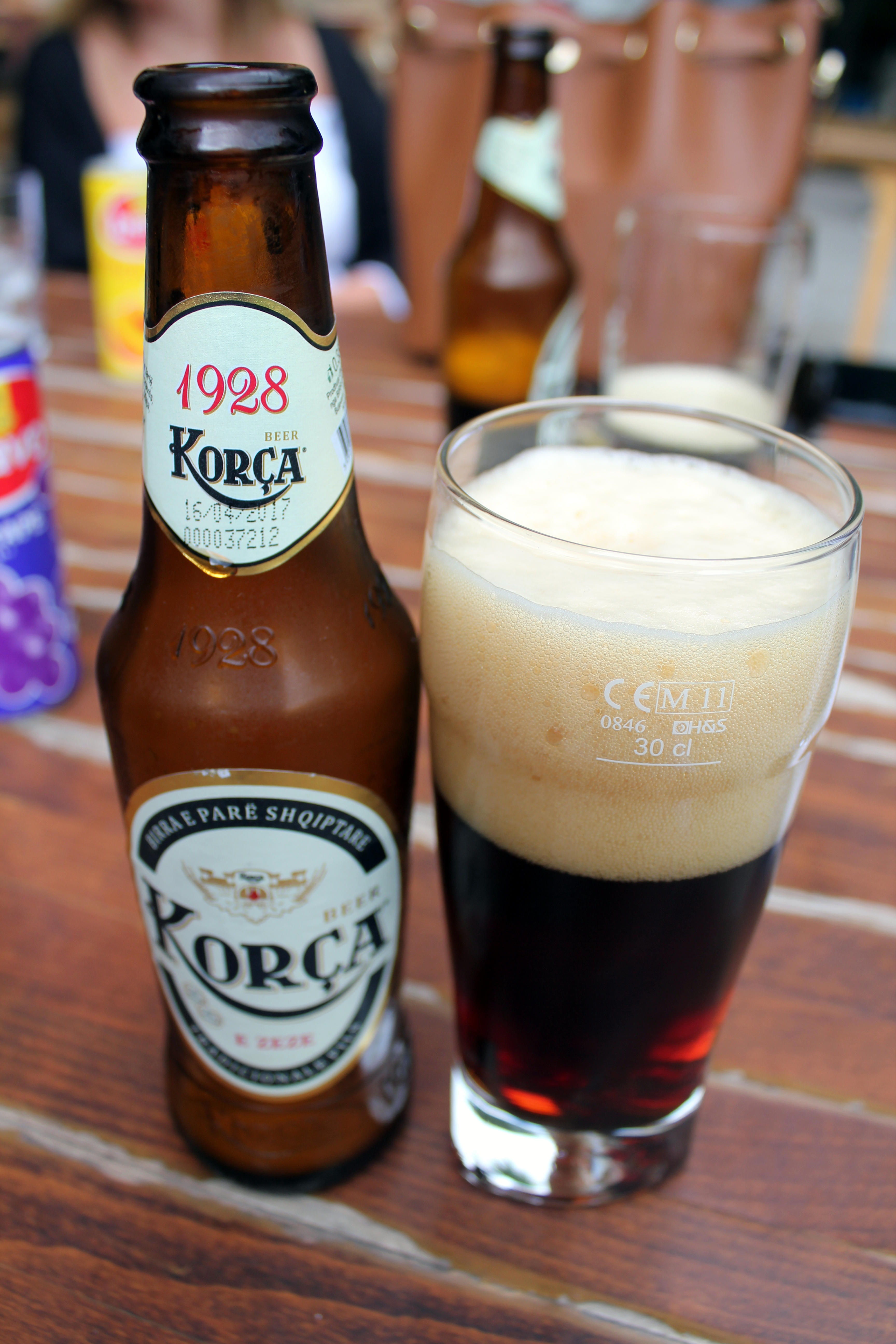
Schwarzbier